# Лонгуей
Лонгуей (фр. Longueuil) — місто у провінції Квебек (Канада), розташоване на березі річки Святого Лаврентія напроти міста Монреаль. Частина так званого Великого Монреалю (фр. Grand Montréal). Зв'язане з Монреалем Жовтою лінією метрополітену, мостом і кількома автобусними маршрутами.

## Населення міста за мовами (по районах)
|                          | Старий Лонгуей (Vieux-Longueuil) | Грінфілд Парк (Greenfield Park) | ЛеМоен (LeMoyne) | Сент-Юбер (Saint-Hubert) | Разом             |
| ------------------------ | -------------------------------- | ------------------------------- | ---------------- | ------------------------ | ----------------- |
| Тільки французька        | 112 335                          | 8 275                           | 4 305            | 63 770                   | 188 692 (84,37 %) |
| Тільки англійська        | 3 290                            | 5 975                           | 295              | 5 495                    | 15 055 (6,73 %)   |
| Французька та англійська | 930                              | 315                             | 40               | 635                      | 1 920 (0,85 %)    |
| Інші                     | 10 205                           | 2 300                           | 195              | 5 290                    | 17 990 (8,04 %)   |